# Летиција (Потенца)
Летиција (итал. Letizia) је насеље у Италији у округу Потенца, региону Базиликата.
Према процени из 2011. у насељу је живело 29 становника. Насеље се налази на надморској висини од 636 м.